# Abrochia analis
Abrochia analis är en fjärilsart som beskrevs av M.Gaede 1926. Abrochia analis ingår i släktet Abrochia och familjen björnspinnare. Inga underarter finns listade i Catalogue of Life.